# エドマンド・キーン

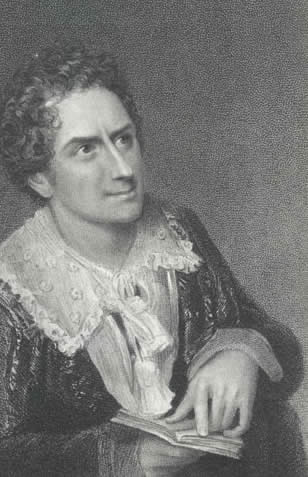
ハムレットを演じるエドマンド・キーン、1825年。

エドマンド・キーン（英: Edmund Kean, 1787年3月17日 - 1833年5月15日）は、イギリスの俳優。18世紀から19世紀当時最高の俳優と讃えられていた。 

## 幼年時代
キーンは建築家の事務員をしていた同名の父エドマンド・キーン、女優アン・ケーリー（18世紀の作曲家・劇作家ヘンリー・ケーリーの娘）の間にロンドンで生まれた。キーンが初舞台を踏んだのは、ジャン＝ジョルジュ・ノヴェールのバレエ『シモン』のキューピッド役で当時まだ4歳。子供の頃の彼は快活で賢く、周囲に好感を持たれていたが、彼の過酷な環境としつけの欠落が原因で独立独行に育ち、気まぐれな性格が助長された。1794年頃、篤志家からの援助により彼は学校へ通うようになる。しかし、窮屈な学校生活に耐えられなくなり、彼はポーツマスで給仕係として船に乗る。海での生活が以前より制約されることがわかると、彼はろうあ者で脚が不具のふりをしてドロップアウトする。
帰国後、ものまねや腹話術、パントマイムなどの芸人である叔父モーゼス・キーンの保護下に置かれ、この叔父からキーンはウィリアム・シェイクスピアを教わる。このころ、女優のシャーロット・ティズウェルから演技の手ほどきを受ける。
叔父が亡くなり、シャーロットはキーンの世話を引き受けることになり、彼は本格的にシェイクスピア劇の勉強を始める。彼の風変わりな独自性による解釈は、シェイクスピア劇で当時最高の演じ手とされていたジョン・フィリップ・ケンブル（女優サラ・シドンズの弟）とは全く異なっていた。このころ、キーンの才能と興味深い容貌によりクラーク夫人の養子となる。しかし、彼はこの申し出に憤慨し、クラーク夫人の家を飛び出しかつての環境に逆戻りする。

## 発見
14歳になったキーンは、ヘイスティングスとカトによる『ハムレット』を上演していたヨーク劇場で、主要な役を20日間演じる契約を結ぶ。彼が劇団を渡り歩く間、彼の噂がイギリス国王ジョージ3世のもとに届き、王はキーンにウィンザー城へ来るよう命じる。その後キーンはサーカス団ソーンダーズ一座に加わり、曲馬の演技中に落馬して両脚を骨折する事故に遭い、足の甲が腫れ上がる痕が一生残ることとなる。
このころから彼は音楽をチャールズ・インクレドンから、踊りをデグヴィルから、フェンシングをアンジェロから教わって身につける。1807年、彼はサラ・シドンズとベルファスト劇場で主要な役を演じる。シドンズは、キーンを『恐るべき小男』と呼び、彼の演技の才能を褒めちぎったが『偉大な俳優になるには背が低すぎるわ』と言及。1808年、ビヴァリー地方劇団で主要な役を演じる契約を結び、そこで女優メアリー・チェンバースと出会い、同年7月17日にウォーターフォードで結婚。メアリーとの間に2男が生まれる。

## ドルリー・レーン劇場とニューヨーク
数年間彼の前途は非常に雲行きが怪しかったが、1814年にドルリー・レーン劇場の評議会が破産の瀬戸際に立たされたとき、評議会は実験の一環としてキーンに機会を与えることに決めた。これが当たり、劇場は大衆の人気を取り戻した。彼が最初にロンドンで登場するのは近いと期待されていたとき、キーンは高熱で『もし私が成功したら狂うだろう!』と絶叫するほどであった。その後、いくらかの医療をうけさせることができずに、キーンの長男は、彼がドルリー・レーン劇場と3年契約を結んだ翌日に亡くなった。
彼のドルリー・レーン劇場での初演は1814年1月26日、『ヴェニスの商人』のシャイロック役で観客を熱狂の渦に巻き込んだ。成功を収めた役は、『リチャード三世 (シェイクスピア)』『ハムレット』『オテロ』『マクベス』『リア王』で、悲劇的情熱のつらなる名人芸を表現。自身の成功を『私の足もとに舞台があると感じなかった。』と後々自身で語る。1820年11月29日、キーンはニューヨークでの初舞台を『リチャード3世』で踏んだ。彼のアメリカ訪問での成功は明白であったが彼はマスコミと折り合いがつけられず、1821年6月4日、キーンは帰国した。

## 私生活
キーンの生活は破綻したものであった。スイスで、彼はシティー・オブ・ロンドンの市議会議員の妻シャーロット・コックスと出会うが、帰国後にコックスから姦通罪で告訴される。たった10分監獄に収監された間に、彼に対し800ポンドの損害が課せられ、タイムズ紙に紙面で攻撃されるはめになる。コックス対キーンの離婚裁判における不幸な判決は、1825年1月17日に下され、コックス夫人とは離婚する。裁判の結果が原因で、再度出演したドルリー・レーン劇場で彼は観客から野次られ、キーンは引退を決意する。

## 2度目のアメリカ訪問
1825年の2度目のアメリカ訪問は、その大部分が彼がイギリスで被った迫害の繰り返しであり、暴力さえ加えられる始末であった。キーンのニューヨークでの最後の舞台は、1826年12月5日の『リチャード3世』のタイトル・ロールであった。

## 衰運と死
キーンは帰国し、最大級の好意を受けたが、興奮剤に依存するほど、彼の才能の漸進的低下は避けられなかった。彼がパリで舞台に現れたとき、酒の飲み過ぎによる発作で失敗に終わった。
キーンの最後の舞台は1833年3月25日のコヴェント・ガーデンのオセロで、彼はオセロを演じ、イアゴーを演じる息子チャールズと共演した。第3幕第3場、“Villain, be sure,”のセリフの時に彼は突然倒れる。前後不覚になって息子の腕の中に倒れ込み、口ごもりながら『おお神よ、私は死にます。話しなさい、チャールズ』と叫んだ。2ヶ月後、キーンはリッチモンドで死去した。ダブリンでは、俳優グスタヴス・ヴォーン・ブルックが、『ウィリアム・テル』の代役を務めた。

## 奇行
夜どおし愛馬キロックに乗り続けるなど、キーンの奇行は数多い。彼は飼い慣らされたライオンを飼っていて、ボクサーのダニエル・メンドーサ、ビル・リッチモンドと交友があった。庶民院議員ヘンリー・グラッタンは彼の献身的な友であった。

## 評価
かけだしの頃のキーンは、タルマに『彼は偉大な磨かれていない原石だ。磨いて角を丸くすれば彼は完全な悲劇俳優となるだろう』と評される。ウィリアム・チャールズ・マクレディーは、キーンの『リチャード3世』に深く感動し、彼と食事をとり、『彼の気取りのないマナー、それは内気さのせいだ』、また彼の歌唱は『神の恩寵に触れる』と称した。劇的なキーンの人生は、ジャン＝ポール・サルトルの『キーン』や、アレクサンドル・デュマ・ペールの劇『Kean, ou Désordre et génie』の題材となった。